# Sozografia
Sozografia - obejmuje przestrzenną rejestrację, analizę i interpretację struktury środowiska w ujęciu ilościowym i jakościowym.
Podstawowe zagadnienia badawcze:
- Ocena statystyczna i dynamiczna struktury środowiska przekształconego pod wpływem człowieka;
- Metody analityczne i statystyczne odwzorowania informacji o środowisku;
- Dostosowanie metod sozografii do przewidywanych zmian;
- Odpowiednie dostosowywanie metod badawczych sozografii do przestrzennego integrowania i transformowania informacji otrzymanych przez poszerzanie nauki o sozologii.